# Tania Mallet
Tania Mallet (ur. 19 maja 1941 w Blackpool, zm. 30 marca 2019) – angielska modelka i aktorka. Wystąpiła w roli Tilly Masterson w bondowskim filmie Goldfinger z 1964 roku.

## Życiorys
Urodziła się w Blackpool w 1941 roku. Uczęszczała do Lucy Clayton’s School Of Modelling. Karierę modelki rozpoczęła w wieku szesnastu lat. Szczyt jej kariery przypadł na lata sześćdziesiąte XX wieku. W 1961 roku pojawiła się na okładce czasopisma „Vogue”. Na początku lat sześćdziesiątych była jedną z kandydatek do roli dziewczyny Bonda w powstającym filmie Pozdrowienia z Rosji. Ostatecznie rolę tę dostała Daniela Bianchi.
W 1964 roku zagrała inną dziewczynę Bonda w filmie Goldfinger. Film odniósł sukces, ale był to jej pierwszy i ostatni występ na dużym ekranie. Zrezygnowała tłumacząc się ograniczającym jej wolność kontraktem i niskimi zarobkami na planie. W 1976 roku pojawiła się epizodycznie w jednym z odcinków serialu The New Avengers.
W 1976 roku poślubiła Simona Radcliffe’a, została przybraną matką jego dzieci z poprzedniego małżeństwa. Pozostali w związku małżeńskim aż do jego śmierci w 2016 roku. Zmarła w 2019 roku.